# Lontalhalde
Koordinaten: 48° 31′ 6,9″ N, 10° 2′ 57,7″ O
Das Gebiet Lontalhalde ist ein mit Verordnung vom 30. Juli 2003 durch die Körperschaftsforstdirektion Tübingen ausgewiesener Schonwald (Schutzgebiet-Nummer 200039) in Baden-Württemberg.

## Lage
Das Schutzgebiet befindet sich südlich von Börslingen auf der Gemarkung von Bernstadt im Alb-Donau-Kreis und liegt auf einem Landrücken, der von der Lone gebildet wurde. Er liegt im Staatswald Langenau in der Abteilung 1 des Distrikts 25 „Brand“ und umfasst auf Gemarkung Bernstadt, Gemeinde Bernstadt einen Teil des Flurstücks 1214. Der Schonwald liegt nahezu vollständig im Landschaftsschutzgebiet Mittleres Lonetal.

## Vegetation
Im Schonwald kommen laut Waldbiotopkartierung die folgenden Pflanzen vor: Feldahorn, Spitzahorn, Berg-Ahorn, Wolfs-Eisenhut, Ähriges Christophskraut, Giersch, Knoblauchsrauke, Buschwindröschen, Gelbes Windröschen, Aronstab, Gewöhnliche Haselwurz, Braunstieliger Streifenfarn, Wald-Zwenke, Wald-Trespe, Acker-Glockenblume, Nesselblättrige Glockenblume, Finger-Segge, Gemeine Hainbuche, Berg-Flockenblume, Schöllkraut, Maiglöckchen, Roter Hartriegel, Hohler Lerchensporn, Gemeine Hasel, Zweigriffeliger Weißdorn, Abgebissener Pippau, Echter Seidelbast, Echter Wurmfarn, Gewöhnlicher Spindelstrauch, Rotbuche, Gewöhnliche Goldnessel, Kletten-Labkraut, Waldmeister, Wald-Labkraut, Echte Nelkenwurz, Gemeiner Efeu, Wald-Habichtskraut, Berg-Johanniskraut, Wald-Witwenblume, Gefleckte Taubnessel, Frühlings-Platterbse, Frühlingsknotenblume, Türkenbund, Rote Heckenkirsche, Ausdauerndes Silberblatt, Weißliche Hainsimse, Holzapfel, Nickendes Perlgras, Immenblatt, Wald-Bingelkraut, Wald-Flattergras, Kleine Traubenhyazinthe, Vogel-Nestwurz, Gemeine Fichte, Hain-Rispengras, Vielblütige Weißwurz, Hohe Schlüsselblume, Schlehdorn, Dunkles Lungenkraut, Stieleiche, Gold-Hahnenfuß, Knolliger Hahnenfuß, Wald-Hahnenfuß, Stachelbeere, Schwarzer Holunder, Fuchssches Greiskraut, Kalk-Blaugras, Gewöhnliche Goldrute, Echte Mehlbeere, Große Sternmiere, Straußblütige Wucherblume, Gewöhnlicher Löwenzahn, Sommerlinde, Große Brennnessel, Schmalblättriger Arznei-Baldrian, Großer Ehrenpreis, Wolliger Schneeball, Zaun-Wicke, Weiße Schwalbenwurz, Wunder-Veilchen, Wald-Veilchen.

## Schutzzweck
Der Schutzzweck des Schonwalds ist gemäß Schutzgebietsverordnung
- Schutz, Erhaltung und Entwicklung eines ausgedehnten, artenreichen, naturnahen Waldökosystems mit den darin vorkommenden Biotopen, seltenen Naturwaldgesellschaften, sowie seltenen und schützenswerten Pflanzen und Tieren
- Erhaltung und Schaffung lichter Waldstrukturen.
- Wiederaufnahme der Hutewaldbewirtschaftung in einem Teil des Schutzgebietes.
- Durch die Beweidung und eine gegebenenfalls erforderliche motormanuelle Begleitpflege soll ein Zuwachsen von Offenlandbereichen und lichten Waldflächen verhindert werden.

## Betreuung
Wissenschaftlich betreut wird der Schonwald durch die Forstliche Versuchs- und Forschungsanstalt Baden-Württemberg (BVA).